# Sohnsia filifolia
Sohnsia filifolia är en gräsart som först beskrevs av Eugène Pierre Nicolas Fournier, och fick sitt nu gällande namn av Airy Shaw. Sohnsia filifolia ingår i släktet Sohnsia och familjen gräs. Inga underarter finns listade i Catalogue of Life.